# Aleksandrovo-Zavodskij rajon
L'Aleksandrovo-Zavodskij rajon (in russo Александрово-Заводский район?) è un rajon del Territorio della Transbajkalia, nell'Estremo Oriente russo; il capoluogo è il villaggio di Aleksandrovskij Zavod. Istituito il 4 gennaio 1926, ricopre una superficie di 7 132,29 chilometri quadrati e ha una popolazione di 6 214 abitanti. Il distretto è suddiviso in 13 comuni. Il maggior fiume del territorio è il Gazimur.